# Antônio Bióca
Antônio Fernandes Bióca (Campina Grande, 23 de maio de 1894 – João Pessoa, 20 de fevereiro de 1996) foi um desportista e dirigente esportivo brasileiro, um dos fundadores do Treze Futebol Clube em 1925. Foi também o introdutor do futebol no município de Campina Grande, na Paraíba.

## Biografia
Antes de tornar-se um dos fundadores do Treze, Bióca foi jogador de futebol na juventude, porém tornou-se mais conhecido ao trazer o futebol para Campina Grande, em 1913, quando trouxe a primeira bola de futebol ao município. Ele e alguns amigos treinavam em um campo situado aonde localiza-se atualmente a rua João Pessoa (Centro da cidade).
Ele foi ainda o responsável pela criação do primeiro time de futebol campinense: o High-Life, que durou apenas um ano (1915–16). Na diretoria, além de Bióca, trabalhava ainda o futuro senador da República Rui Carneiro, que foi um dos secretários do time. Curiosamente, Bióca foi um dos fundadores do Campinense Clube (embora seu nome não constasse na ata de fundação) - segundo ele, fora "uma questão familiar". Também fundou 2 outras equipes: o Palmeira Sport Club e o Sport Club Humaitá. Em 1921, Bióca viajou para o Amazonas para trabalhar como almoxarife de navio. De volta a Campina Grande, notou que o futebol local encontrava-se inativo.

## A fundação do Treze
Em 7 de setembro de 1925, Bióca e outros 12 desportistas, reunidos em sua casa (então situada no Centro de Campina Grande), fundaram o Treze Futebol Clube, que teve o mesmo Bióca exercendo o cargo de presidente interino. Entre 1930 e 1936, a equipe permaneceu sem atuar - provavelmente por causa da Revolução de 1930, dando a entender que a paralisação fora por motivos políticos. Em 1954, ajudou a formar, juntamente com o médico Gilvan Barbosa, o primeiro time amador do Campinense Clube, maior rival do Galo da Borborema.
Com a mudança de nome - de Treze Futebol Clube para Treze Athlético Paraibano - em 1978, Bióca liderou um movimento contra a decisão e, com um plebiscito realizado no clube, a mudança foi logo desfeita, com 300 votos favoráveis a retomada do nome original, contra 4 que defendiam a permanência da nomenclatura, abandonada em novembro de 1981 com a mudança no estatuto da equipe. Foi ainda homenageado pela embaixada da União Soviética em 1987 e, em 1992, foi novamente agraciado, desta vez com a realização de um amistoso entre Brasil e Uruguai, no Amigão.
Em 1994, quando completou 100 anos de idade, Bióca recebeu homenagem da prefeitura municipal de Campina Grande, em solenidade realizada no gabinete do prefeito Félix Araújo Filho. No mesmo ano, viu o Treze amargar o rebaixamento à Segunda Divisão estadual.

## Morte
Em fevereiro de 1996, na madrugada da terça-feira de Carnaval, Bióca sofreu um ataque cardíaco e foi levado ao hospital Treze de Maio, em João Pessoa. Embora tivesse apresentado uma ligeira recuperação (inclusive preparava-se para receber alta), não resistiu a um segundo ataque, vindo a falecer no dia 20, aos 101 anos de idade. 19 dias antes, Plácido Veras (Guiné), o autor do primeiro gol do Treze, havia morrido aos 88 anos, devido a uma insuficiência respiratória. Bandeiras do Treze, da Maçonaria e da Liga Campinense de Futebol cobriam o caixão de Bióca.